# Keiichi Suzuki (patinage de vitesse)
Pour les articles homonymes, voir Keiichi Suzuki et Suzuki (homonymie).
Keiichi Suzuki (鈴木惠一, Suzuki Keiichi), né le 10 novembre 1942 dans l'île de Sakhaline et mort le 21 janvier 2025, est un patineur de vitesse japonais.
Vice-champion du monde de sprint en 1970, il prononce le serment olympique aux Jeux olympiques d'hiver de 1972 à Sapporo.